# Julius Wilhelm Gintl
Julius Wilhelm Gintl, född den 12 november 1804 i Prag, död där den 22 december 1883, var en österrikisk fysiker; far till Wilhelm Friedrich Gintl. 
Gintl blev 1836 professor i fysik i Graz. Han var 1849-1863 direktor för österrikiska statstelegraferna och byggde de första österrikiska telegraflinjerna samt införde duplextelegrafering. I en mängd smärre uppsatser behandlade han åtskilliga ämnen inom fysiken, förnämligast värmelära, magnetism och meteorologi.